# Aeroporto di Brașov-Ghimbav
L'aeroporto di Brașov-Ghimbav (IATA: GHV, ICAO: LRBV) è un aeroporto a servizio della città di Brașov, in Romania.
È situato a Ghimbav, nei pressi della futura autostrada A3. È il primo aeroporto ad essere stato costruito da zero nella Romania post-comunista, e il 17° aeroporto commerciale del paese. L’inaugurazione è avvenuta il 15 giugno 2023.

## Storia
Le origini dell'aeroporto risalgono alla fondazione della fabbrica di aeromobili Industria Aeronautică Română nel 1925 a Ghimbav dove venne costruita una pista per voli di test e sde di un aeroclub.
Il progetto di un aeroporto commerciale è stato ampiamente sostenuto dalla popolazione locale e alcune aziende della zona hanno annunciato l'intenzione di passare ai servizi di trasporto aereo di merci. Si prevede che l'aeroporto creerà 4.000 posti di lavoro e raggiungerà 1 milione di passeggeri in 8 anni, con altri 6.000 posti di lavoro generati indirettamente. I costi previsti del progetto sono stati stimati in 87 milioni di euro.
Nel 2006, l'agenzia del demanio rumena ha trasferito 110 ettari di terreno alla contea di Brașov. Intelcan Canada doveva sviluppare e costruire l'aeroporto in coordinamento con le contee di Brașov, Harghita e Covasna, nonché la città di Ghimbav. Lo statuto dell'aeroporto è stato ufficialmente firmato il 14 novembre 2005. Intelcan ha inaugurato la costruzione dell'aeroporto il 15 aprile 2008. L'obiettivo iniziale per il completamento era da ventiquattro a trenta mesi. Tuttavia, a causa di questioni legali e mancanza di fondi, i lavori di costruzione furono interrotti e Intelcan ha abbandonato il progetto, sostituita dalle autorità locali.
Il 18 novembre 2012, le autorità della contea di Brașov hanno firmato un contratto da 12,7 milioni di euro (IVA esclusa) con Vectra Service, una società di costruzioni locale, per la costruzione della pista. Infine, la costruzione dell'aeroporto è ripresa nell'aprile 2013 con i lavori della pista di 2 820 metri. Il 3 ottobre 2014 la pista è stata ufficialmente inaugurata. Ronan Keating è stato il primo passeggero a utilizzare la pista dell'aeroporto nel 2019, cinque anni dopo la sua costruzione.
Il contratto per la realizzazione dell'edificio del terminal principale, con una superficie totale di 11 780 m² (126 800 ft²), è stato aggiudicato all'appaltatore rumeno Bog'Art Bucharest ed è stato firmato il 21 agosto 2019. I lavori di costruzione del terminal passeggeri sono iniziati il 17 marzo 2020 e sono stati completati entro marzo 2021.
CFR, l'operatore ferroviario rumeno, ha annunciato uno studio di fattibilità per la costruzione di un collegamento ferroviario di 8 km dall'aeroporto alla stazione ferroviaria di Brașov. Lo studio è stato appaltato a settembre 2020 e la linea ferroviaria sarà finanziata dal fondo di recupero Next Generation EU. Il costo totale di questo investimento è stato stimato in 300 milioni di euro.
Nell'agosto 2022 la data di apertura, inizialmente prevista per novembre 2022, è avvenuta il 15 giugno 2023 per un ritardo nelle consegne di apparecchiature radio e di controllo del traffico aereo.